# Кулик Олександр Васильович (нейрохірург)
Олександр Васильович Кулик — український нейрохірург, заслужений лікар України, доктор медичних наук, лікар нейрофункціональної діагностики, нейрореабілітолог, співзасновник та директор Науково-практичного центру нейрореабілітації «Нодус».

## Професійний шлях
Народився на Житомирщині.
В 2000 році закінчив медичний факультет Буковинської державної медичної академії м. Чернівці і отримав повну вищу освіту за спеціальністю «Лікувальна справа» та здобув кваліфікацію лікаря.
З 2000—2002 роки пройшов інтернатуру на базі нейрохірургічного центру Житомирської обласної клінічної лікарні ім. О. Ф. Гербачевського та кафедри «Нейрохірургії» Київської медичної академії післядипломної освіти ім П. Л. Шупика.
З початку 2002 року — лікар-нейрохірург дитячого нейрохірургічного відділення Житомирської обласної дитячої клінічної лікарні.
В 2004 році закінчив клінічну ординатуру за спеціальністю «Нейрохірургія» при ДУ «Інститут нейрохірургії ім. акад. А. П. Ромоданова АМНУ».
В 2007 році закінчив очну аспірантуру за спеціальністю «Нейрохірургія» при ДУ «Інститут нейрохірургії ім. акад. А. П. Ромоданова АМНУ».
В 2008 році захистив дисертацію з нейрохірургії за темою: «Комбіноване лікування гліом лобово-кальозної ділянки» і отримав звання кандидата медичних наук.
З жовтня 2008 року — засновник та директор Науково-практичного центру нейрореабілітації «Нодус».
З серпня 2009 року по теперішній час — лікар-нейрохірург- дитячий Київського міського центру дитячої нейрохірургії на базі міської клінічної дитячої лікарні № 7 м. Києва (нейрохірургічного відділення Олександрівської клінічної лікарні м. Києва).
3 листопада 2009 року по 2012 рік — лікар-нейрохірург Київського обласного центру екстреної медичної допомоги та медицини катастроф.
В 2011 році закінчив школу «Організації і управління охороною здоров'я» при Одеському Національному медичному університеті, отримав звання лікаря-спеціаліста з «Організації і управління охороною здоров'я».
В 2012 році пройшов повну спеціалізацію в ХМАПО та отримав звання лікаря-спеціаліста з «Функціональної діагностики». Стажувався з даної спеціальності із зарахуванням на робоче місце в Харківській міській клінічній лікарні швидкої і невідкладної медичної допомоги ім. проф. А. І. Мещанінова.
05 липня 2019 року захистив дисертацію на здобуття наукового ступеня доктора медичних наук на тему: «СИСТЕМА ДИФЕРЕНЦІЙОВАНОЇ МЕДИЧНОЇ (ФІЗИЧНОЇ) РЕАБІЛІТАЦІЇ ПРИ ПОСТТРАВМАТИЧНИХ ПОСТКОМАТОЗНИХ ТРИВАЛИХ РОЗЛАДАХ СВІДОМОСТІ».
З 2020 року — член Світової Федерації Нейрореабілітації (World Federation for NeuroRehabilitation [Архівовано 25 січня 2021 у Wayback Machine.], membership number 6682)
В 2020 році — керівник медичного сортувального містечка від Штабу протидії COVID-19 в м. Бровари

## Нагороди і відзнаки
- За сприяння Службі безпеки України у вирішенні покладених на неї завдань, значний особистий внесок у справу утвердження та зміцнення державної безпеки України, виявлені при цьому високий професіоналізм, ініціативу і наполегливість, нагороджений Грамотою від Служби безпеки України (2015р)
- Святійшим і Блаженнійшим Філаретом, Архієпископом і Митрополитом Києва — Матері міст Руських, Галицький, Патріарх всієї Руси-України, Свято-Успенських Києво-Печерської та Почаївської Лавр Священноархімандритом нагороджений медаллю «За жертовність і любов до України» (2016р)
- Відзнаки Міністерства Оборони України за значний внесок у надання спеціалізованої медичної допомоги пораненим військовослужбовцям в ході проведення АТО (Операції Об'єднаних сил)
- Медаль «За сприяння Збройним Силам України» (2016 р)
- Відзнакою «За благодійність» (2016 р)
- Вища відзнака волонтера «Волонтерський хрест» (2016 р)
- Орден «Лідер України» (2018 р)
- Указом Президента України 241/2018 «Про відзначення державними нагородами України з нагоди Дня незалежності України» за значний особистий внесок у державне будівництво, соціально-економічний, науково-технічний, культурно-освітній розвиток України, вагомі трудові здобутки та високий професіоналізм присвоєно почесне звання «Заслужений лікар України»
- Українською академією реабілітації та здоров'я України нагороджений Сертифікатом кращого фахівця з реабілітаційної медицини України 2018 року.
- Переможець Премії «100 успішних українців» 2019
- За вагомий особистий внесок у ліквідації наслідків епідемії, спричиненою коронавірусом 2019-nCoV, та попередження її поширення, росту рівня захворюваності під час першої хвилі нагороджено Почесною відзнакою Броварської міської ради Київської області «ЗА ЗАСЛУГИ ПЕРЕД МІСТОМ» (2020 р.)

## Патенти і власні методики
- Спосіб реабілітації хворих з функціональними розладами та наслідками вогнищевого ураження центральної і периферичної норвової системи.
- Спосіб визначення можливих рухових порушень в кінцівках при виході з коми після тяжкої черепно-мозкової травми.

## Наукові твори
Система диференційованої фізичної реабілітації при травматичних посткоматозних станах (Свідоцтво про реєстрацію авторського права на твір № 82915. 2018 лист. 16.)

## Благодійний проєкт «Нодус»
У серпні 2014 року Олександр Васильович Кулик заснував благодійний проєкт для поранених учасників АТО (ООС) з порушеннями периферійної, центральної нервової системи та опорно-рухового апарату в результаті вогнепальних та мінно-вибухових поранень, який діє і донині в Науково-практичному центрі нейрореабілітації «НОДУС». В рамках проєкту допомога надається як військовослужбовцям, так і добровольцям, їх дітям.
Станом на грудень 2020 року в Нодусі через програму благодійного проєкту пройшло 287 осіб, з них 239 отримали допомогу за власні ресурси клініки. Станом на початок грудня 2020 в черзі на реабілітацію стоїть ще 681 боєць АТО/ООС.